# Hydrophis melanocephalus
Hydrophis melanocephalus és una espècie de serp de la família Elapidae. Viu en els oceans tropicals, especialment en l'Índic i en l'oest de l'oceà Pacífic. És descendent de les serps terrestres d'Austràlia, evolucionant a rèptils aquàtics.